# British Rail Class 76
British Rail Class 76, также известный как EM1 (Electric Mixed-Traffic 1 — «электрический смешанного типа»), — британский грузопассажирский электровоз постоянного тока с колесной формулой Bo+Bo, предназначенный для использования на ныне закрытой Вудхедской линии в Северной Англии.

## Прототип
Головной образец, LNER № 6701, был построен в Doncaster Works по проекту Найджела Грезли в 1941 году, но из-за Второй мировой войны электрификация Вудхедской линии и выпуск 69 серийных экземпляров был отложен. Прототип проходил испытания на линиях LNER, электрифицированных постоянным током 1500 В, но на длинных маршрутах не работал до 1947 году, когда был передан в аренду в Nederlandse Spoorwegen, испытывавшей после войны нехватку локомотивов. В сентябре 1945 года LNER присвоила локомотиву тип EM1 (Electric Mixed-Traffic 1 — «электрический смешанного типа»).
В июне 1946 года головной образец был перенумерован в 6000. С 1947 по до 1952 года он работал на голландских железных дорогах, пока велась электрификация Вудхедской линии. В Нидерландах локомотив получил прозвище «Томми», какое носили британские солдаты. Пластина с прозвищем была закреплена на локомотиве, там же приводилось объяснение: «Это прозвище дано машинистами нидерландской государственной железной дороги, которая арендовала локомотив с 1947 по 1952 год». После формирования Британских железных дорог локомотив был перенумерован в 26000.
Изначально на локомотиве был установлен воздушный тормоз Вестингауза и одновременно воздушную и вакуумную тормозную систему для состава. При работе в Нидерландах вакуумное тормозное оборудование было отключено. По возвращении в Великобританию вакуумные тормоза вернули в работу, а воздушную тормозную систему для состава сняли.
26000 «Томми» использовался наряду с другими локомотивами типа EM1 до 1970 года, когда было прекращено пассажирское движение по Вудхедской линии. Из-за избытка локомотивов для грузовых перевозок, в марте 1970 года «Томми» был списан и два года спустя сдан на слом в Crewe Works.
Во время эксплуатации в Нидерландах было установлено, что конструкция тележек не обеспечивает комфортного движения на высокой скорости. Для устранения недостатка на тележки были установлены буферы, а сами они соединены между собой. Также машинисты отмечали тесноту кабины и плохой обзор.

## Серийные локомотивы

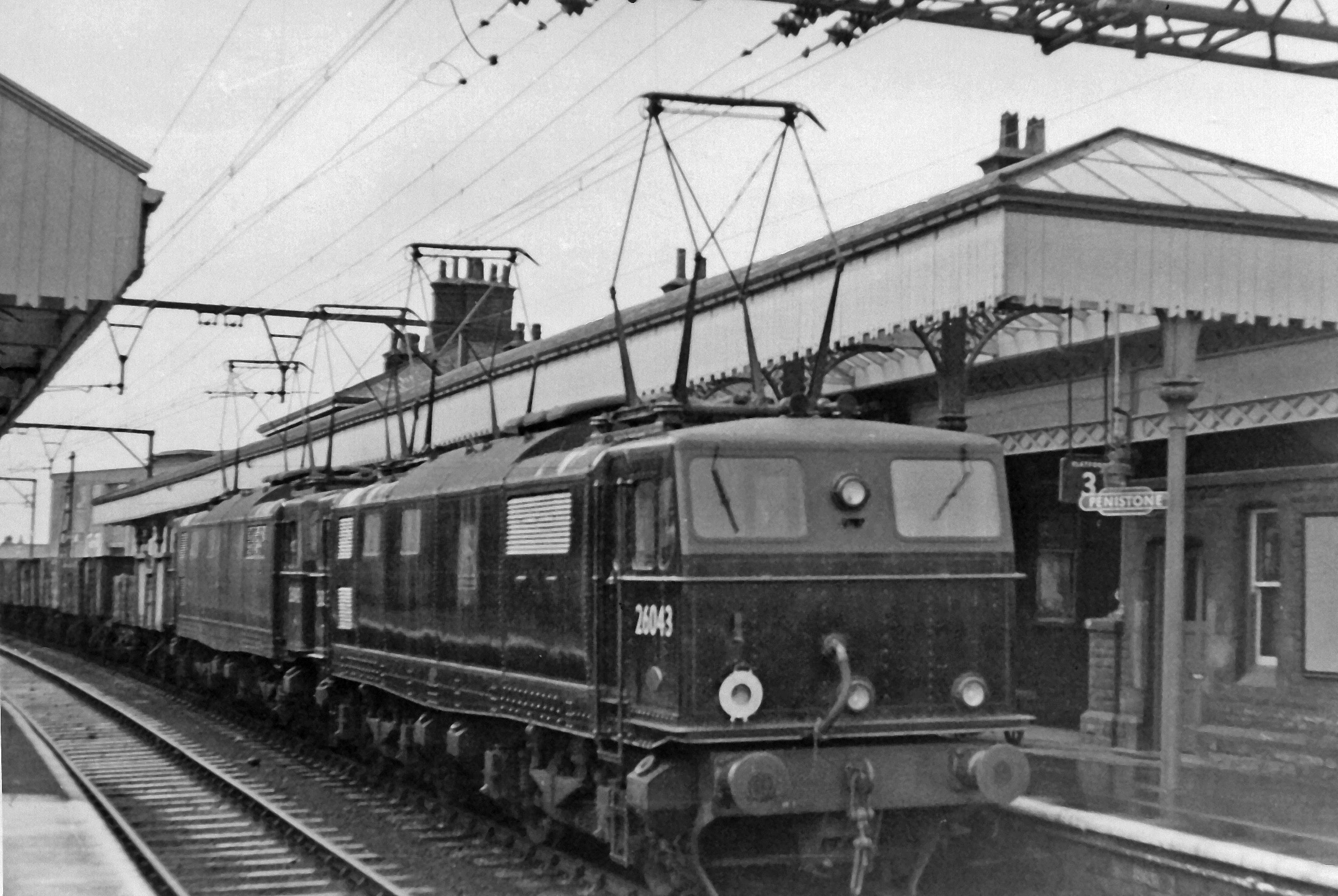
Два локомотива EM1 в Пенистоне (1954)

В 1950—1953 годах Гортонский локомотивный завод (Gorton locomotive works) в Манчестере построил 57 локомотивов по улучшенному проекту. Их также классифицировали как EM1. Darlington Works должен был построить ещё 24 экземпляра, но заказ был отменён. Электрическое оборудование поставляла компания Metropolitan-Vickers, осуществлявшая окончательную сборку локомотивов в Dukinfield Works. После введения 28 марта 1968 года системы классификации TOPS, тип локомотива получил обозначение Class 76.
Локомотив оборудован двумя ромбовидными пантографами. В некоторых точках на Вудхедской линии, особенно в непосредственной близости от паровозных колонок, контактная сеть была натянута на высоте свыше 6 м, и чтобы сохранять контакт, пантографы должны были подниматься до предела. На Вудхедской линии обычно использовались оба пантографа локомотива.
В основном локомотив предназначался для грузовых перевозок, но также регулярно выполнял и пассажирские. Вождение пассажирских составов стало более частым в 1968 году, после продажи в Нидерланды локомотивов Class 77 . Четырнадцать локомотивов (№ 26020, № 26046—26057) были оборудованы парогенератором для отопления состава. Тринадцать из них получили имена древнегреческих персонажей. Имена были убраны в 1970 году после прекращения в январе пассажирских перевозок.

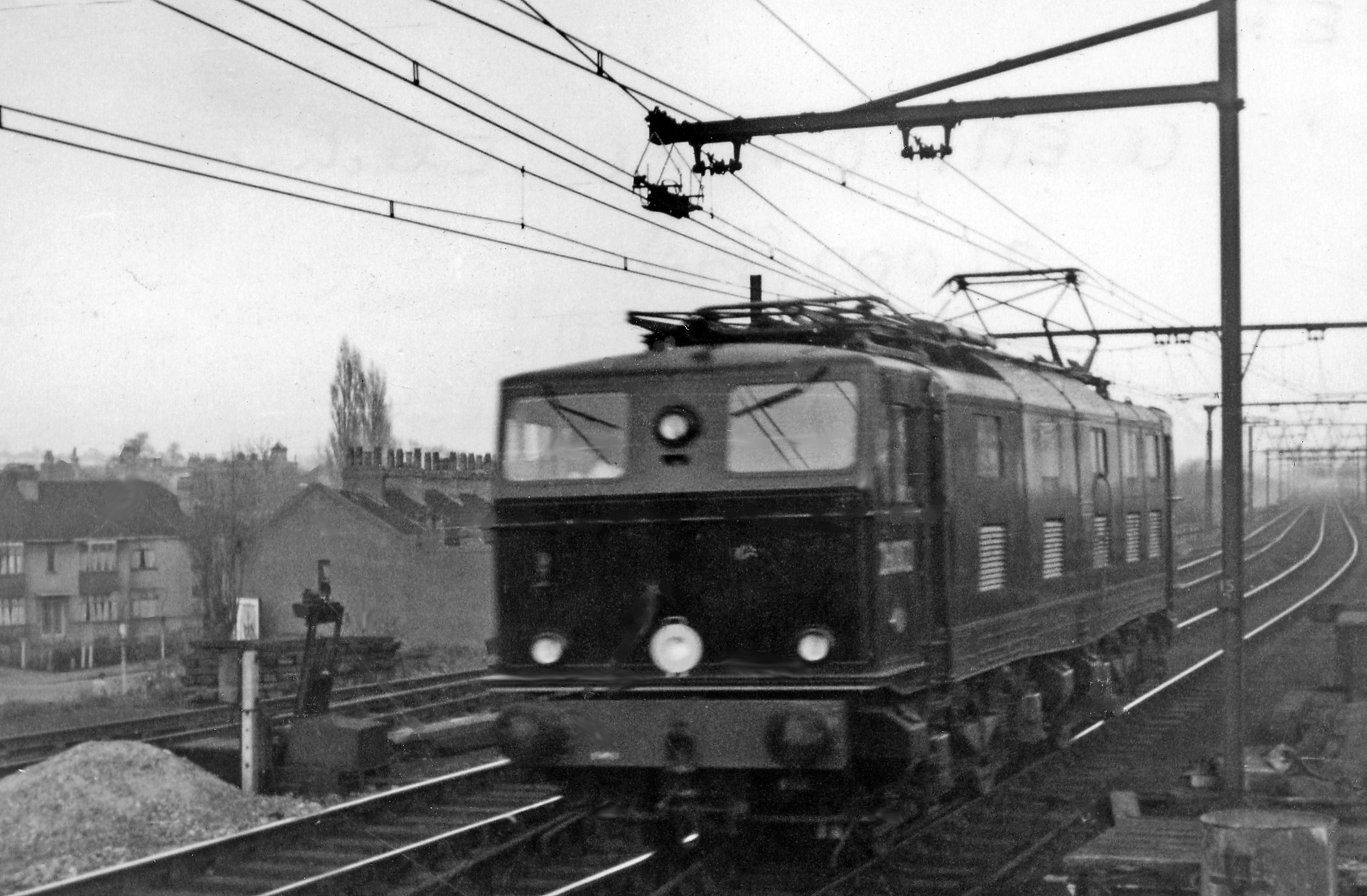
EM1 во время испытаний в Эссексе (1950)

| Номер | Имя      | Дата присвоения |
| ----- | -------- | --------------- |
| 26046 | Архимед  | май 1959        |
| 26047 | Диомед   | сентябрь 1960   |
| 26048 | Гектор   | март 1960       |
| 26049 | Ясон     | август 1960     |
| 26050 | Стентор  | август 1960     |
| 26051 | Ментор   | июнь 1959       |
| 26052 | Нестор   | август 1961     |
| 26053 | Персей   | октябрь 1960    |
| 26054 | Плутон   | апрель 1961     |
| 26055 | Прометей | июнь 1959       |
| 26056 | Тритон   | июль 1959       |
| 26057 | Улисс    | апрель 1960     |

### Работа в Эссексе
Первый участок Вудхедской линии из Манчестера в Шеффилд — между Данфорд-Бридж и Уот — не была электрифицирована до 4 февраля 1952 года. При этом линия от Ливерпуль-Стрит до вокзала Шеффилд была электрифицирована постоянным током 1500 В в сентябре 1949 года, поэтому 27 октября 1950 года первые два локомотива, № 26001 и № 26002, были отправлены в депо Илфорд в Эссексе для испытаний. В начале 1951 года к ним присоединились № 26003—26010. Во время испытаний локомотивы водили множество поездов, пассажирских и грузовых, и прошли проверку системы рекуперативного торможения на станции Брентвуд, где имелся уклон 1:103 (0,97 %). В июне 1951 года все десять локомотивов были отправлены для дальнейших испытаний на север в Уот, где недавно была запущена в работу контактная сеть. 

### Тормоза и управление
Локомотивы оснащались воздушными тормозами и системой рекуперативного торможения. Последняя могла использоваться только на скоростях между 25 и 90 км/ч. При этом двигатели локомотива работали в режиме генератора и отдавали ток обратно в сеть, например, во время долгого спуска по обе стороны от Вудхедского тоннеля, помогая таким образом поездам, осуществлявшим в этот момент подъём. Позднее на локомотивы установили реостатную систему торможения в качестве дополнительной меры безопасности. Эта система эффективно работала при скоростях ниже 32 км/ч. Для торможения состава использовалась вакуумная система. С ноября 1968 года тридцать из локомотивов были доработаны для возможности использования в системе многих единиц. Её возможности активно использовались с января 1970 года, когда была введена так называемая «карусель» угольных поездов из Южного Йоркшира на электростанцию Fiddlers Ferry возле Уиднеса. На маршруте работали в сцепке два Class 76, которым дополнительно придавалось ещё два на подъёме Уорсборо между Уобвелл и Силкстоун. В 1970-е годы эти поезда стали основной тягой Вудхедской линии. Локомотивы, оборудованные системой многих единиц, также получили воздушную систему для торможения составов, у последний девяти одновременно была демонтирована вакуумная система. Для связи машинистов ведущего и ведомого локомотивов была внедрена система Clearcall, передававшая сигнал по контактному проводу. Ранняя версия этой системы испытывалась на шести локомотивах в конце 1950-х годов, но в итоге была признана неудовлетворительной, испытания завершились 26 мая 1960 года. За пределами Вудхедской линии, к западу от Манчестера, поезда с углём для электростанции Fiddlers Ferry водились дизельными локомотивами.

### Раскраска
В состоянии поставки локомотив окрашен в чёрный цвет. С конца 1950-х годов для окраски стал использоваться зелёный цвет (Brunswick green) с дополнением небольшими жёлтыми предупреждающими полосами но торцах. С конца 1960-х годов и до выведения из эксплуатации Class 76 окрашивали в синий цвет (British Rail monastral blue) с жёлтыми торцами.

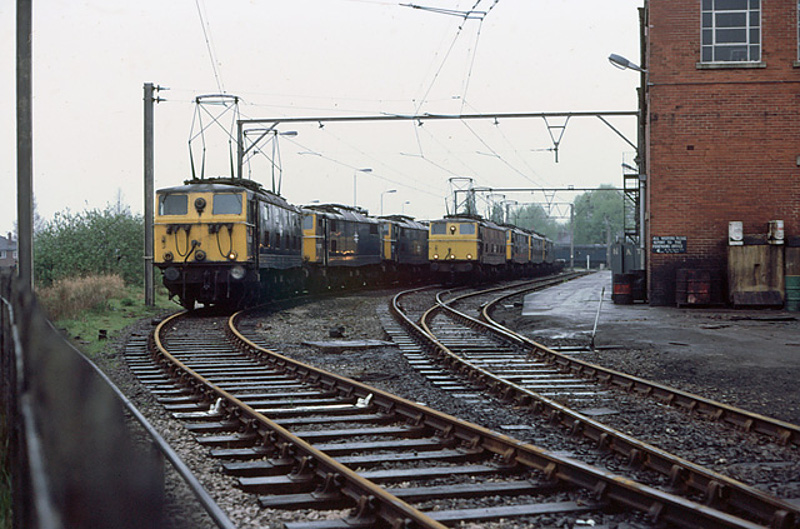
Class 76 в локомотивном депо Реддиш, незадолго до списания (1981).

## Окончание эксплуатации
Судьба Class 76 была неразрывно связана с судьбой Вудхедской линии. Сокращение грузовых перевозок и окончание пассажирского сообщения привело к досрочному выведению из эксплуатации нескольких локомотивов.
В конце 1970-х годов эти электровозы были одними из самых старых, находящихся в эксплуатации, благодаря высокой надёжности, заложенной в конструкцию. Но необходимость замены типа в будущем становилась очевидной. Однако после закрытия Вудхедской линии между Хэдфилдом на западе и Пенистоуном на востоке в июле 1981 привело к снятию с линий всех оставшихся локомотивов этого типа.
Class 76 хорошо проявил себя за годы службы благодаря удачному проекту и качественному обслуживанию в депо Реддиш и Уот. На момент выведения из эксплуатации большинство локомотивов находилось в хорошем состоянии. После списания все локомотивы, кроме одного, были сданы на металлолом, большинство разобраны в Ротереме. Сохранившийся экземпляр находится в Национальном железнодорожном музее в Йорке.

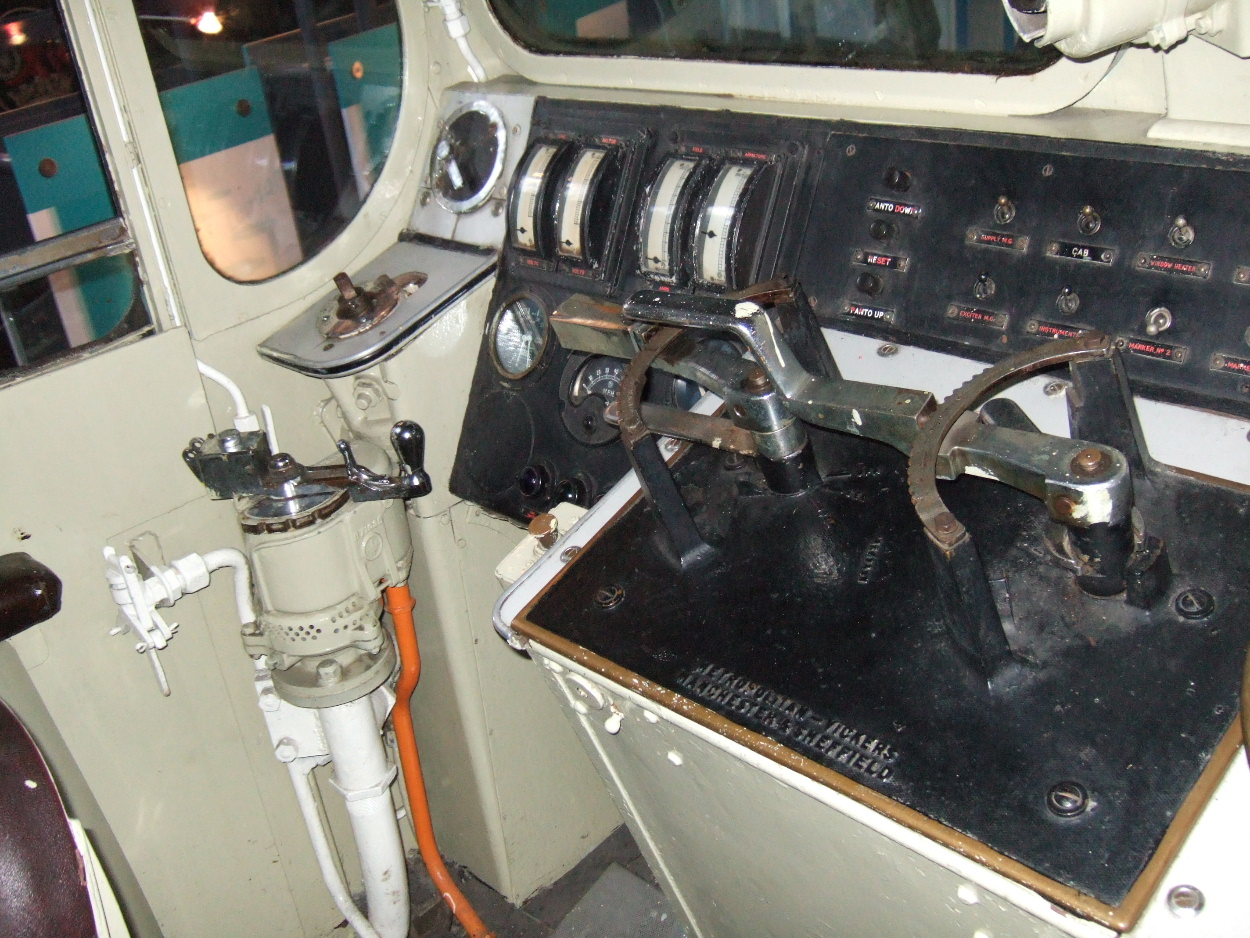
Органы управления движением
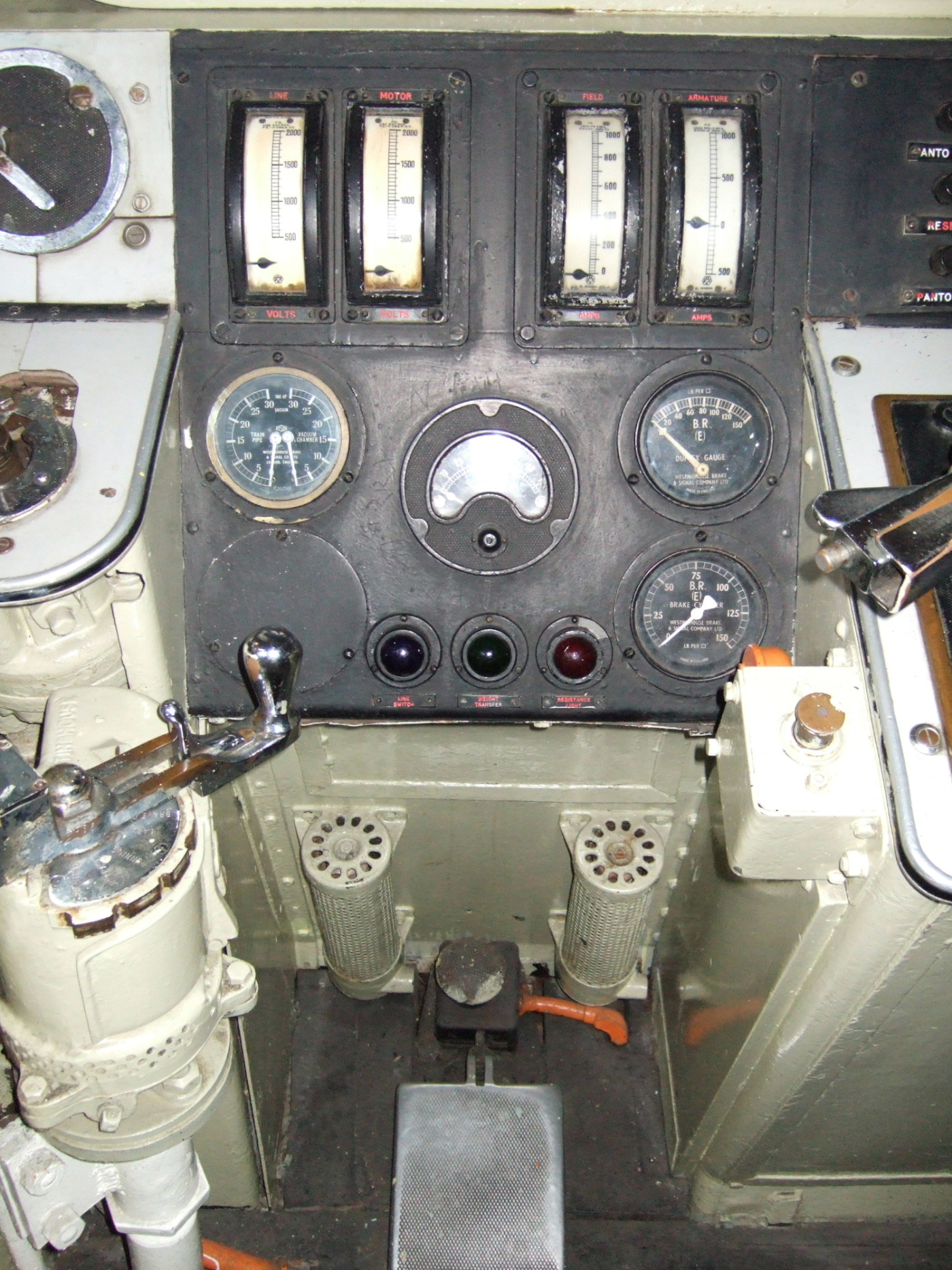
Органы управления и приборы
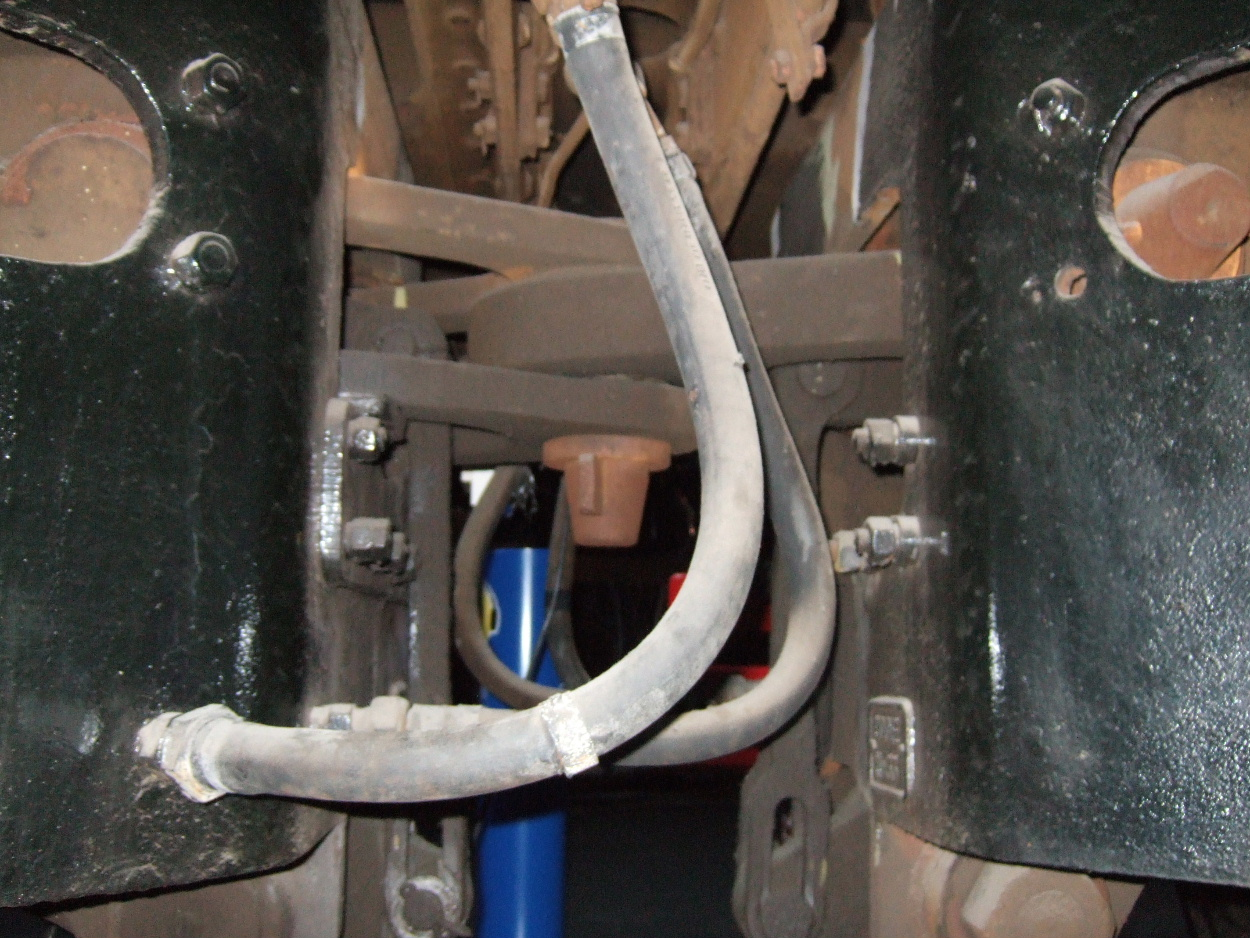
Соединение тележек

### Сохранение
Один экземпляр электровоза Class 76, № 26020, хранится в Национальном железнодорожном музее. Кабина от другого локомотива, № 76039 «Гектор», находится в Музее науки и промышленности в Манчестере.
Локомотив № 26020 (позднее № 76020) был выбран для сохранения, поскольку имел особенную деталь: его поручни изготовлены из нержавеющей стали, так как локомотив предназначался для Фестиваля Британии. В 1950-е он открыл маршрут через новый Вудхедский тоннель. В настоящее время поручни из нержавеющей закрашены.

Боковая часть кабина от № 76039 «Гектор» и дверь от № 76051 в первоначальном состоянии храняться в музее «Депо Барроу-Хилл».

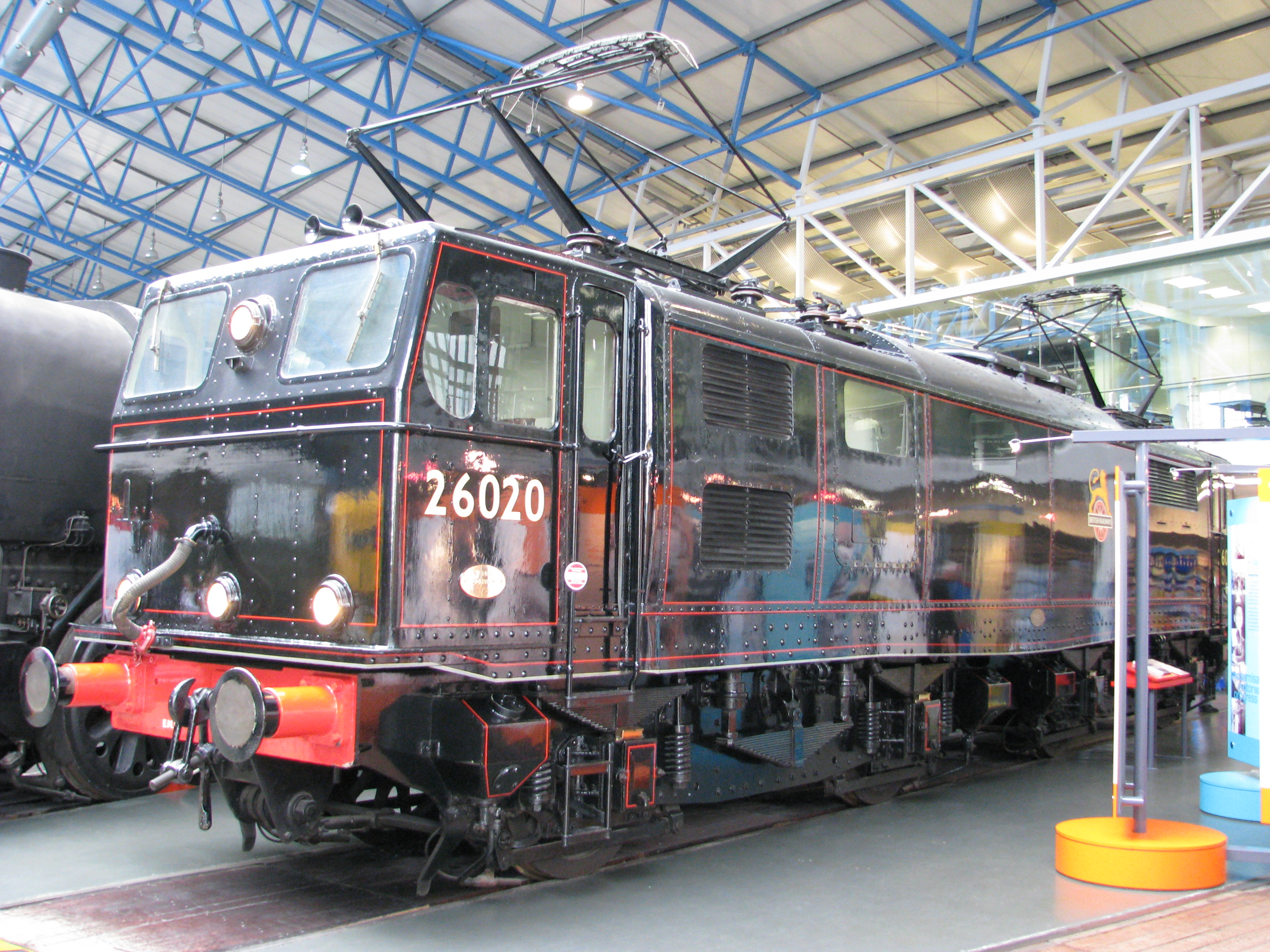
№ 26020 в Национальном железнодорожном музее в Йорке
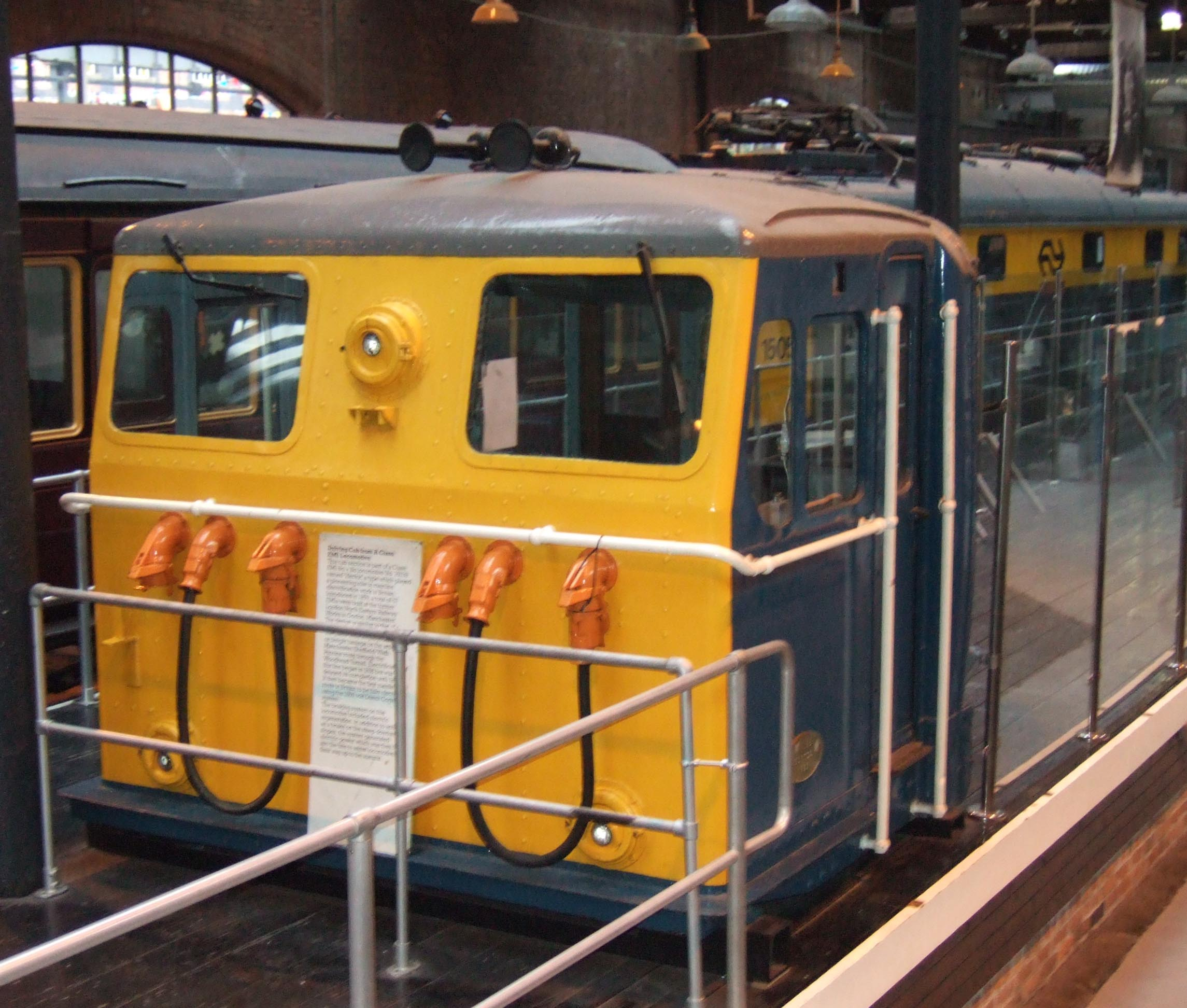
Кабина № 76039 в Музее науки и промышленности в Манчестере
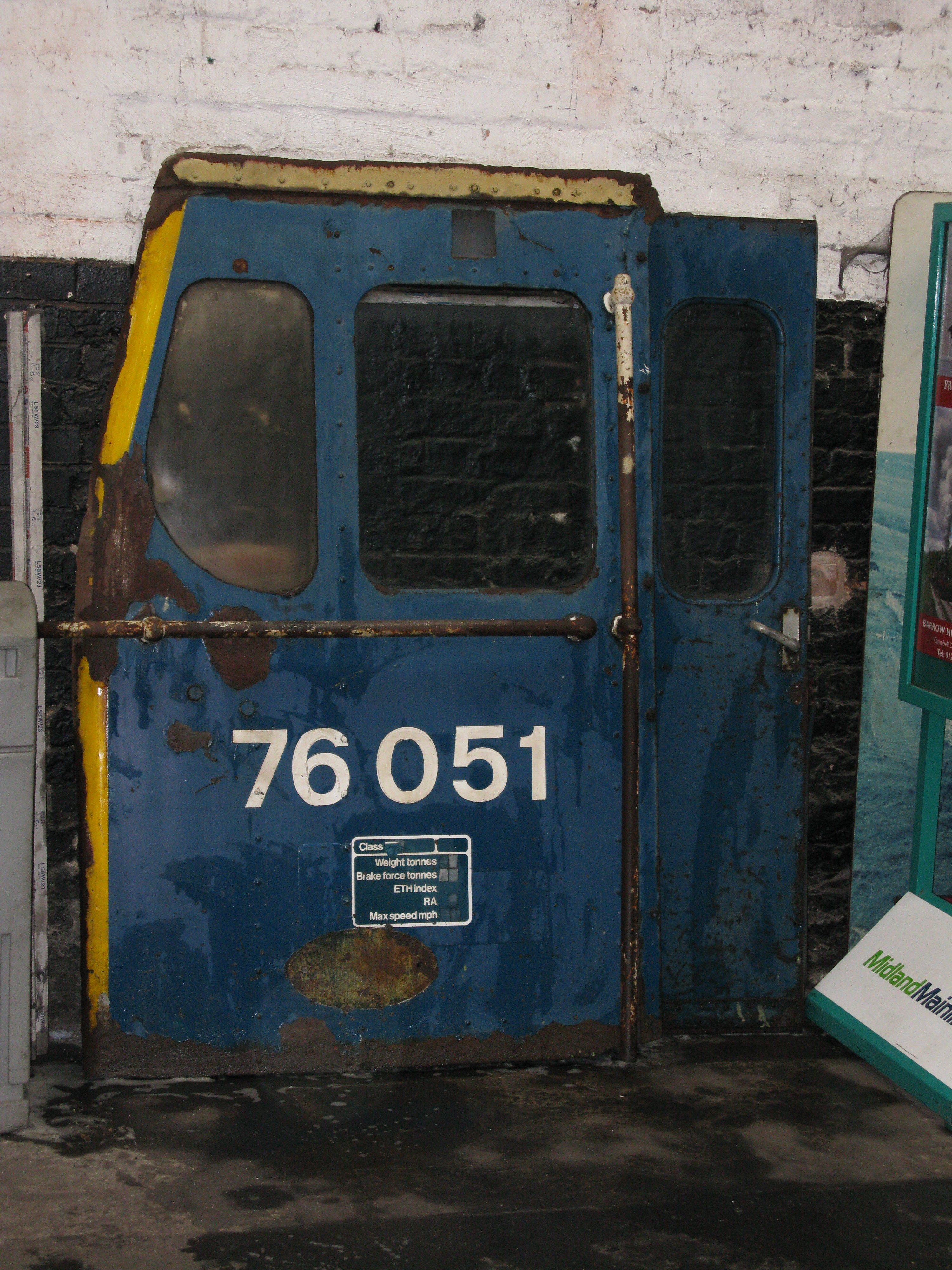
Части № 76051 в депо Барроу-Хилл

## Модели
Class 76 выпускался в масштабе 00 компанией Silver Fox Models.